# 1977 Голяма награда на Монако
1977 Голяма награда на Монако е 24-то за Голямата награда на Монако и шести кръг от сезон 1977 във Формула 1, провежда се на 22 май 1977 година по улиците на Монте Карло, Монако.

## История на кръга
Ники Лауда се възстанови от проблемите с реброто получени по време на ГП на Испания, докато Макларън решиха че M26 не е подходящо за улични трасета като Монако и Джеймс Хънт е обратно зад волана на M23. Същото може да се каже и за отбора на Тирел, които използват модела P34 от сезон 1976 за Патрик Депайе и Рони Петерсон. Шадоу освободи Ренцо Дзордзи, заради слабите резултати отстрана на италианеца и на неговото място е нает сънародника Рикардо Патрезе (който също е спонсориран от Франко Амброзиана). БРМ пропускат това състезание за допълнителна работа по P207.

### Квалификация
Джон Уотсън донесе за отбора на Брабам първата пол-позиция за сезона както и първа за северно-ирландеца. Джоди Шектър остана на четири десети зад Уотсън с Карлос Ройтеман и Петерсон, окупирайки втора редица. Ханс-Йоахим Щук записа пето време пред Лауда, Хънт, Депайе, Йохен Мас и Марио Андрети. Патрезе в своето първо участие записа 15-и резултат, докато четирите Марч-а на Алекс Рибейро, Иън Шектър, Бой Хайе и Артуро Мерцарио останаха извън местата даващи право за участие в състезанието, както и Клей Регацони и Харалд Ертъл. Самият Регацони замина за Америка в събота, което принуди Мо Нън да назначи Джаки Икс на мястото на швейцареца като белгиеца записа 17-и резултат.

### Състезание
Шектър пое водачеството от Уотсън, който превъртя задните си гуми на старта. Ройтеман запази третата позиция пред Щук, Петерсон, Лауда, Хънт, Депайе, Мас, Алън Джоунс, Жан-Пиер Жарие и Гунар Нилсон. Именно Нилсон спря в бокса в седмата обиколка с проблеми по предавките. Три обиколки по-късно сънародника му Петерсон напусна с проблеми по спирачките, докато Депайе има същия проблем и загуби позиции от Мас и Джоунс.
Щук загуби четвъртата си позиция в 20-а обиколка с проблем в електричеството, което прати Лауда на тази позиция. Скоро позицията стана трета, след като Ройтеман даде път на австриеца. Макларън-ите на Хънт и Мас са след Ферари-тата на пета и шеста позиция като последния е преследван от Андрети, което стана след отпадането на Джеймс в 25-а обиколка с повреда по двигателя. Това изкачи Джоунс, Виторио Брамбила и Жак Лафит с едно място напред, докато Емерсон Фитипалди спря в бокса за смяна на гуми. В 40-а обиколка лекия дъжд хвана Уотсън, който излезе извън трасето и помогна на Лауда да изпревари Брабам-а за второ място. Скоро състезанието на северно-ирландеца приключи с повреда по скоростната кутия.
Същият проблем сполетя и Депайе, както и Нилсон в края на колоната. Атаката на Лафит срещу Брамбила помогна на двамата да настигнат Джоунс, а зад тях Рупърт Кийгън загуби задния анти рол-бар, което негативно повлия на управлението на неговия Хескет. Шектър намали скоростта си в последните обиколки, което даде шанс на Лауда да се доближи до Волф-а на южно-африканеца като на финала австриеца остана под секунда от Джоди. За Шектър това е втора победа за този сезон, както и пета в неговата кариера (и 100-тна победа за Косуърт като доставчик за двигатели във Формула 1.). Зад Лауда завърши съотборника му Ройтеман, докато Мас успя да удържи атаките на Андрети за четвърта позиция. Джоунс завърши шести за своята първа точка и втора за Шадоу този сезон, а Лафит успя да мине пред Съртис-а на Брамбила в 69-а обиколка. В своя първи старт от Формула 1, Патрезе финишира девети пред Икс, Жарие и Кийгън.

## Класиране
| Поз | No | Пилот             | Конструктор       | Обиколки | Време/Отпадане  | Място | Точки |
| --- | -- | ----------------- | ----------------- | -------- | --------------- | ----- | ----- |
| 1   | 20 | Джоди Шектър      | Волф-Форд         | 76       | 1:57:52.77      | 2     | 9     |
| 2   | 11 | Ники Лауда        | Ферари            | 76       | +0.09           | 6     | 6     |
| 3   | 12 | Карлос Ройтеман   | Ферари            | 76       | +32.80          | 3     | 4     |
| 4   | 2  | Йохен Мас         | Макларън-Форд     | 76       | +34.60          | 9     | 3     |
| 5   | 5  | Марио Андрети     | Лотус-Форд        | 76       | +35.55          | 10    | 2     |
| 6   | 17 | Алън Джоунс       | Шадоу-Форд        | 76       | +36.61          | 11    | 1     |
| 7   | 26 | Жак Лафит         | Лижие-Матра       | 76       | +1:04.44        | 16    |       |
| 8   | 19 | Виторио Брамбила  | Съртис-Форд       | 76       | +1:08.64        | 14    |       |
| 9   | 16 | Рикардо Патрезе   | Шадоу-Форд        | 75       | + 1 Об.         | 15    |       |
| 10  | 22 | Джеки Икс         | Инсайн-Форд       | 75       | +1 Об.          | 17    |       |
| 11  | 34 | Жан-Пиер Жарие    | Пенске-Форд       | 74       | +2 Об.          | 12    |       |
| 12  | 24 | Рупърт Кийгън     | Хескет-Форд       | 73       | +3 Об.          | 20    |       |
| Отп | 6  | Гунар Нилсон      | Лотус-Форд        | 51       | Ск.кутия        | 13    |       |
| Отп | 7  | Джон Уотсън       | Брабам-Алфа Ромео | 48       | Ск.кутия        | 1     |       |
| Отп | 4  | Патрик Депайе     | Тирел-Форд        | 46       | Ск.кутия        | 8     |       |
| Отп | 18 | Ханс Биндер       | Съртис-Форд       | 41       | Горивна система | 19    |       |
| Отп | 28 | Емерсон Фитипалди | Фитипалди-Форд    | 37       | Двигател        | 18    |       |
| Отп | 1  | Джеймс Хънт       | Макларън-Форд     | 25       | Двигател        | 7     |       |
| Отп | 8  | Ханс-Йоахим Щук   | Брабам-Алфа Ромео | 19       | Електро         | 5     |       |
| Отп | 3  | Рони Петерсон     | Тирел-Форд        | 10       | Спирачки        | 4     |       |
| НКв | 37 | Артуро Мерцарио   | Марч-Форд         |          |                 |       |       |
| НКв | 33 | Бой Хайе          | Марч-Форд         |          |                 |       |       |
| НКв | 25 | Харалд Ертъл      | Хескет-Форд       |          |                 |       |       |
| НКв | 22 | Клей Регацони     | Инсайн-Форд       |          |                 |       |       |
| НКв | 9  | Алекс Рибейро     | Марч-Форд         |          |                 |       |       |
| НКв | 10 | Иън Шектър        | Марч-Форд         |          |                 |       |       |

## Класирането след състезанието
| Поз | Пилот             | Точки |
| --- | ----------------- | ----- |
| 1   | Джоди Шектър      | 32    |
| 2   | Ники Лауда        | 25    |
| 3   | Карлос Ройтеман   | 23    |
| 4   | Марио Андрети     | 22    |
| 5   | Джеймс Хънт       | 9     |
| 6   | Емерсон Фитипалди | 8     |
| 7   | Йохен Мас         | 8     |
| 8   | Патрик Депайе     | 7     |

| Поз | Конструктор       | Точки |
| --- | ----------------- | ----- |
| 1   | Ферари            | 40    |
| 2   | Волф-Форд         | 32    |
| 3   | Лотус-Форд        | 24    |
| 4   | Макларън-Форд     | 15    |
| 5   | Брабам-Алфа Ромео | 8     |
| 6   | Фитипалди-Форд    | 8     |
| 7   | Тирел-Форд        | 7     |
| 8   | Шадоу-Форд        | 2     |